# Musikaste
Musikaste es la semana de la música vasca que se celebra anualmente en la localidad guipuzcoana de Rentería (País Vasco, España. Está dedicada fundamentalmente a la difusión de la creación musical de los compositores vasco-navarros.
Fue fundada en 1973 por José Luis Ansorena, director de la Coral Andra Mari de Rentería. La organización corre al cargo de la misma, hasta el año 2000 en que es coorganizada por ERESBIL-Archivo Vasco de la Música.
Hasta su edición n.º 40 en el año 2012 la Semana se inicia con una conferencia o mesa redonda sobre personalidades o temáticas relacionadas con la música vasca, a la que le siguen conciertos dedicados a géneros específicos: música antigua, música de cámara, música coral y música sinfónica. Participan en Musikaste coros vascos como el Orfeón Durangués. 
En el año 1997, con ocasión de su 25 aniversario se publicó la monografía Musikaste, 25 urte – 25 años de Musikaste escrito por su fundador José Luis Ansorena y publicado por Kutxa Fundazioa. Contiene índices de compositores y obras interpretadas en Musikaste, así como intérpretes de las mismas. Incluye asimismo diversos catálogos relacionados con Eresbil.
En Musikaste han conocido sus estrenos obras de autores como Tomás Aragüés, Luis Aramburu, David Azurza, Javier Bello Portu, Carmelo Bernaola, Javier Busto, Rafael Castro Peña, Juan Cordero, Aurelio Edler, Gabriel Erkoreka, Zuriñe Fdez. Gerenabarrena, Tomás Garbizu, Alfonso García de la Torre, José Mª González Bastida, Jesús Guridi, Félix Ibarrondo, Ángel Illarramendi, José Antonio de Donostia, Anton Larrauri, Antonio Lauzurika, Sofía Martínez, Lorenzo Ondarra, Xabier Sarasola, Pablo Sorozábal, Ignacio Tellería, Joseba Torre, Sara Varas o Enrique Vázquez.
Desde 2006 tiene página web, donde pueden consultarse los autores y las obras interpretadas en las sucesivas ediciones del festival.
Todos los conciertos de Musikaste han sido grabados y se conservan en ERESBIL-Archivo Vasco de la Música.